# 円卓会議

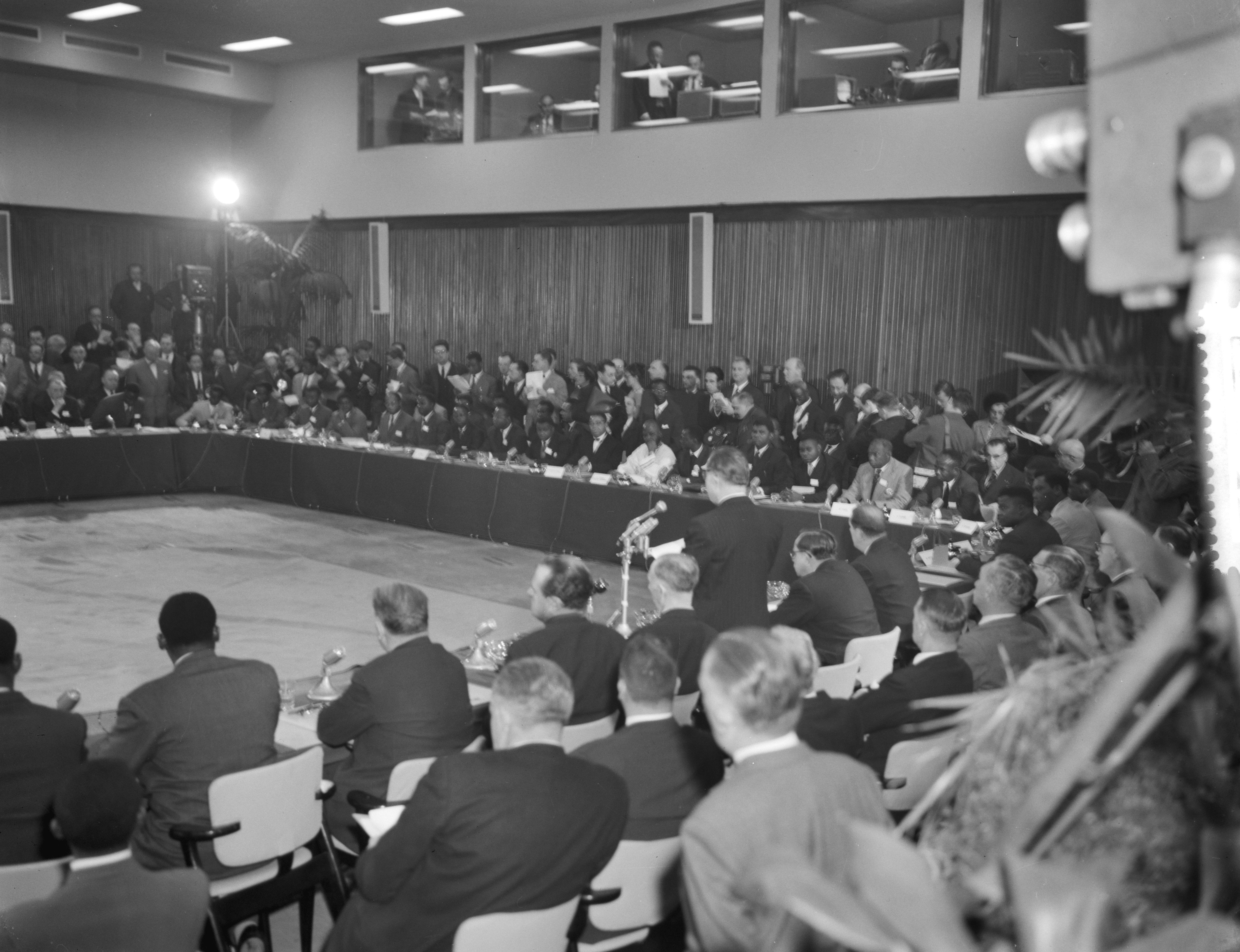
ベルギー領コンゴの独立問題を話し合う円卓会議 。1960年、ブルッセル。

円卓会議（えんたくかいぎ、英語: Round Table Talks）は、参加者が対等な立場であるとの理念の下に行われる会議の一種。アーサー王の円卓に由来するとされる。このため、物理的な円卓で行われるとは限らない（画像参照）。

## 円卓会議の例
- イギリス・インド円卓会議 - 1930年から1932年にかけてロンドンで行われた一連の会議。
- オランダ・インドネシア円卓会議 -1949年、オランダのハーグで開催。インドネシア独立戦争を終わらせ、インドネシア独立に至った。
- ベルギー・コンゴ円卓会議（英語版） - 1960年1月。ベルギー政府がベルギー領コンゴの代表者をブリュッセルに集めて開催した会議
- 欧州小売業円卓会議
- 成田空港問題円卓会議 - 1993年9月20日から1994年10月まで12回にわたって開催。成田空港問題（三里塚闘争）の対話による解決を模索した会議
- 原子力政策円卓会議 - 高速増殖炉もんじゅでの事故を契機に、原子力委員会が設置した意見交換会議
- 円卓会議 (日本) - 2013年6月から開催。亀井静香と村上正邦の呼びかけで発足した政策を議論する会議

### 東欧革命において
1989年から1990年にかけてのいわゆる東欧革命においては、共産党政権側と民主化運動側との対話交渉で多く用いられ、民主化・政権以降に貢献した。
- 円卓会議 (ポーランド) - 1989年2月から4月にかけて開催
- 円卓会議 (ハンガリー)（ハンガリー語版、英語版） - 1989年3月から9月にかけて開催
- 円卓会議 (チェコスロバキア) - 1989年11月から12月にかけて開催
- 円卓会議 (東ドイツ) - 1989年12月から1990年3月にかけて開催、関連項目は平和革命（英語）
- 円卓会議 (ブルガリア) - 1990年1月から5月にかけて開催、議長はリュボミール・イヴァノフ (探検家)（英語）